# Brian Dabul
Brian Dabul (Buenos Aires, 24 febbraio 1984) è un ex tennista argentino.

## Carriera
In carriera ha vinto un titolo di doppio. In questa specialità ha raggiunto la 79ª posizione della classifica ATP, mentre in singolare ha raggiunto l'82º posto.
Nel 2010 ha perso al 1º turno degli US Open per mano di Roger Federer

## Statistiche

### Doppio

#### Vittorie (1)
| Numero | Anno            | Torneo                      | Superficie  | Compagno     | Avversari in finale              | Punteggio |
| 1.     | 8 febbraio 2009 | Movistar Open, Viña del Mar | Terra rossa | Pablo Cuevas | František Čermák Michal Mertiňák | 6–3, 6–3  |